# セルベーラ・デ・ロス・モンテス
セルベーラ・デ・ロス・モンテス（Cervera de los Montes）は、スペイン・カスティーリャ＝ラ・マンチャ州トレド県のムニシピオ（基礎自治体）。

## 地名
自治体名のCerveraは「ciervo（鹿）の場所、地域」を意味する。それはかつてこの地には多くの鹿が生息していたからである。

## 地理
セルベーラ・デ・ロス・モンテスはシエラ・デ・サン・ビセンテ（Sierra de San Vicente）地域にあり、周囲を高低差のある地形に囲まれた窪地状の場所に位置し、ソティージョ・デ・ラス・パローマス、マルーペ、サン・ロマン・デ・ロス・モンテス、ペピーノ、セグリージャ、モンテスクラーロス、ナバモルクエンデの各自治体と隣接している。

### 人口
2011年1月1日現在の人口は448人。
| セルベーラ・デ・ロス・モンテスの人口推移 1900－2010     |
|                                                         |
| 出典:INE（スペイン国立統計局）1900年 - 1991年、1996年 - |

## 歴史
セルベーラ・デ・ロス・モンテスの起源は、タラベーラ・デ・ラ・レイナからやってきた羊飼いがこの地に家を構えたことに始まると言い伝えにはあるが、はっきりしたことは不明である。
1450年ごろオロペーサ伯の所領となり、1641年にはvillaの称号を得ている。

## 政治
自治体首長はカスティーリャ＝ラ・マンチャ国民党（Partido Popular de Castilla-La Mancha）のペドロ・ペレス・ペレス（Pedro Pérez Pérez）で、自治体評議員は、カスティーリャ＝ラ・マンチャ国民党：4、カスティーリャ＝ラ・マンチャ社会党（Partido Socialista de Castilla-La Mancha、PSCM-PSOE）：3となっている（2011年5月22日の自治体選挙結果、得票順）。
| 1999年6月13日自治体選挙 |        |        |          |
| 政党                    | 得票数 | 得票率 | 獲得議席 |
| PP                      | 148    | 47.44% | 4        |
| PSOE-PROG.              | 97     | 31.09% | 2        |
| URI                     | 67     | 21.47% | 1        |

| 2003年5月25日自治体選挙 |        |        |          |
| 政党                    | 得票数 | 得票率 | 獲得議席 |
| PSOE                    | 169    | 54.69% | 4        |
| PP                      | 134    | 43.37% | 3        |

| 2007年5月27日自治体選挙 |        |        |          |
| 政党                    | 得票数 | 得票率 | 獲得議席 |
| PSOE                    | 173    | 53.07% | 4        |
| PP                      | 150    | 46.01% | 3        |

| 2011年5月22日自治体選挙 |        |        |          |
| 政党                    | 得票数 | 得票率 | 獲得議席 |
| PP                      | 187    | 53.74% | 4        |
| PSOE                    | 158    | 45.40% | 3        |

### 司法行政
セルベーラ・デ・ロス・モンテスはタラベーラ・デ・ラ・レイナ司法管轄区に属す。 